# Абія блискуча
А́бія блискуча (Abia nitens) — вид комах ряду перетинчастокрилих. Один з 13 видів євразійського роду; один з 4 видів роду у фауні України.

## Поширення
В Україні знайдено у Закарпатській, Житомирській, Київській, Івано-Франківській, Хмельницькій та Черкаській областях. Ареал охоплює також Центральну і Південна Європу, Латвію.

## Місця перебування
Узлісся та галявини широколистяних і мішаних лісів, інколи сухі схили з елементами степової рослинності (Канівський природний заповідник).

## Чисельність і причини її зміни
Чисельність незначна (поодинокі особини). Причини зміни чисельності не з'ясовані. Можливо, внаслідок знищення кормових рослин при надмірному випасанні худоби та суцільному викошуванні трави на узліссі та лісових галявинах.

## Особливості біології
Літ імаго відбувається у липні — вересні (єдиний вид роду, у якого літ триває і на початку осені). Живиться пилком та нектаром квіток зонтичних. Личинки — на черсакових.

## Охорона
Вид занесений до Червоної книги України. Розріджені популяції охороняються на території Канівського природного заповідника. Необхідно докладніше вивчити особливості біології виду; в місцях його перебування створити ентомологічні заказники.
Розмноження у неволі не проводилось.